# آلدا مادیاری
آلدا مادیاری (مجاری: Magyari Alda؛ زادهٔ ۱۹ اکتبر ۲۰۰۰) بازیکن واترپلو زن اهل مجارستان است.